# Johann Rist
Pour les articles homonymes, voir Rist.
Johann Rist est un poète et prédicateur du Saint-Empire romain germanique né le 8 mars 1607 à Ottensen, une banlieue de Hambourg, et décédé le 31 août 1667 à Wedel, tout près de Hambourg.

## Biographie
Johann Rist était le fils de Caspar Rist, pasteur de Ottensen originaire de Nördlingen en Bavière, et de Margarethe Ringemuth. Après les premiers rudiments scolaires donnés par son père, il entre à l'école d'érudition Saint-Jean de Hambourg puis à l'école secondaire de Brême et enfin à l'université de Rinteln pour y étudier la théologie. Rist fait le précepteur des fils d'un riche marchand de Hambourg et les accompagne à l'université de Rostock qui lui permet de se former en hébreu, mathématiques et médecine. En 1633, il devient précepteur dans la maison de Heinrich Sager à Heide dans le Holstein et vers 1635, il épouse Elisabeth Stapel, sœur d'un de ses amis d'université disparu prématurément dans les tumultes de la guerre de Trente Ans. 5 enfants naîtront de cette union mais deux mourront en bas âge. Au cours de l'invasion du général suédois Lennart Torstensson, Rist perd sa riche bibliothèque et ensuite tous ses biens en 1658 à l'issue de la Première guerre du Nord. Il doit fuir avec sa famille à Hambourg où sa femme mourra en 1662 mais Rist se remariera avec Anna Hagedorn, née Badenhop, veuve depuis 1660 de son ami, Johann Philipp Hagedorn. Il finira sa vie à Wedel.
L'empereur Ferdinand III lui donne un titre de noblesse en 1653 et le nomme poète officiel. Les armoiries qui lui sont accordées montrent un cygne et une couronne de lauriers. Son ami Christian-Louis duc de Mecklembourg-Schwerin lui a également donné un poste important dans la sphère de l'Église.
Avec Paul Gerhardt, Johann Rist fait partie des plus grands poètes religieux protestants du XVIIe siècle.
Johann Sebastian Bach a repris ses textes pour deux oratorios (Ascension et Noël), quatre chorals (BWV 404, BWV 454, BWV 502, BWV 513) et sept cantates (BWV 20, BWV 43, BWV 55, BWV 60, BWV 78, BWV 105, BWV 175)

## Œuvre
- Die alleredelste Belustigung. 1666
- Die alleredelste Erfindung. 1667
- Das alleredelste Leben. 1663
- Das alleredelste Nass der gantzen Welt. 1663
- Das Friedewünschende Teuschland. 1649
- Sabbathische Seelenlust. Lüneburg 1651
- Neue Musikalische Fest-Andachten. Lüneburg 1655
- Neue Musikalische Katechismus-Andachten. Lüneburg 1656
- Himmlische Lieder. 6 Bde., Lüneburg 1641-43
- Neue Musikalische Kreutz- Trost- Lob und DankSchule. Lüneburg 1659
- Holstein vergiß eß nicht! Hamburg 1648 (Digitalisat) (Beschreibung der Naturkatastrophe in Holstein)

## Sources
- (en) Biographie sur Bach-cantatas.com

- Ressources relatives à la musique :   - International Music Score Library Project
  - Discogs
  - Grove Music Online
  - MusicBrainz
  - Répertoire international des sources musicales
- Ressources relatives aux beaux-arts :   - Artists of the World Online
  - Sandrart.net
- Notices dans des dictionnaires ou encyclopédies généralistes :   - Britannica
  - Brockhaus
  - Deutsche Biographie
  - Enciclopedia De Agostini
  - Gran Enciclopèdia Catalana
  - Internetowa encyklopedia PWN
  - Nationalencyklopedin
  - Treccani
  - Visuotinė lietuvių enciklopedija
- Notices d'autorité :   - VIAF
  - ISNI
  - BnF (données)
  - IdRef
  - LCCN
  - GND
  - CiNii
  - Espagne
  - Belgique
  - Pays-Bas
  - Pologne
  - Israël
  - NUKAT
  - Suède
  - Norvège
  - Croatie
  - Lettonie
  - Corée du Sud
  - WorldCat